# Get Lucky (álbum de Mark Knopfler)
Get Lucky es el sexto álbum de estudio del músico Mark Knopfler, publicado por la compañía discográfica Mercury Records en septiembre de 2009. El disco fue publicado en cuatro formatos, incluyendo un CD, una edición limitada de CD y DVD, una caja recopilatoria deluxe y una edición en vinilo. Get Lucky obtuvo en general reseñas positivas de la prensa musical y alcanzó el top 3 en las listas de discos más vendidos de países como Dinamarca, Alemania, Italia, Países Bajos, Noruega y Polonia. El álbum también llegó al puesto nueve en el Reino Unido y al diecisiete en la lista  estadounidense Billboard 200.

## Grabación
Get Lucky fue grabado en los British Grove Studios de Londres, propiedad de Mark Knopfler, entre octubre de 2008 y marzo de 2009.

## Publicación
Get Lucky fue publicado el 14 de septiembre de 2009 en cuatro formatos:
- Edición estándar. Versión en formato CD con once canciones.
- Edición limitada. Versión en formato digipack con CD y DVD que incluye una visita a los British Grove Studios conducida por Mark y Chuck Ainlay.
- Edición deluxe. Versión en formato de caja recopilatoria con dos discos de vinilo de 180 gramos, un DVD con un tema acústico en directo, una visita a los British Grove Studios, entrevistas y un cortometraje de 20 minutos; tres fichas de póker grabadas, dos dados de póker y una tablatura para guitarra de la canción "Get Lucky".

## Gira musical
Knopfler promocionó Get Lucky con una gira en 2010. La primera etapa en Norteamérica comenzó el 8 de abril de 2010 en Seattle (Washington) e incluyó veintiocho conciertos en veintisiete ciudades, terminando el 9 de mayo del mismo año en Albany (Nueva York). La etapa europea comenzó el 9 de septiembre en Londres y terminó, después de sesenta conciertos, el 31 de julio en Ávila, España.

## Lista de canciones
Todas las canciones escritas y compuestas por Mark Knopfler. 
| N.º | Título                     | Duración |  |
| 1.  | «Border Reiver»            | 4:35     |  |
| 2.  | «Hard Shoulder»            | 4:33     |  |
| 3.  | «You Can't Beat the House» | 3:25     |  |
| 4.  | «Before Gas and TV»        | 5:50     |  |
| 5.  | «Monteleone»               | 3:39     |  |
| 6.  | «Cleaning My Gun»          | 4:43     |  |
| 7.  | «The Car Was the One»      | 3:55     |  |
| 8.  | «Remembrance Day»          | 5:05     |  |
| 9.  | «Get Lucky»                | 4:33     |  |
| 10. | «So Far from the Clyde»    | 5:47     |  |
| 11. | «Piper to the end»         |          |  |

| Temas extra (edición de iTunes) |                   |          |  |
| N.º                             | Título            | Duración |  |
| 12.                             | «Early Bird»      | 5:36     |  |
| 13.                             | «Time in the Sun» | 2:52     |  |

| Temas extra (edición deluxe) |                         |          |  |
| N.º                          | Título                  | Duración |  |
| 14.                          | «Pulling Down the Ride» | 2:41     |  |
| 15.                          | «Home Boy»              | 3:15     |  |
| 16.                          | «Good as Gold»          | 3:27     |  |

## Personal
| Músicos - Mark Knopfler: voz y guitarra - Richard Bennett: guitarra - John McCusker: violín - Matt Rollings: piano y órgano - Guy Fletcher: teclados y orquestación - Glenn Worf: bajo y guitarras - Danny Cummings: batería - Phil Cunningham: acordeón - Michael McGoldrick: flauta - Rupert Gregson-Williams: orquestación | Equipo técnico - Mark Knopfler: productor - Guy Fletcher: productor e ingeniero de sonido - Chuck Ainlay: productor e ingeniero de sonido - Rich Cooper: ingeniero asistente - Martin Hollis: ingeniero asistente - Bob Ludwig: masterización |

## Posición en listas
| País              | Lista                    | Posición |
| ----------------- | ------------------------ | -------- |
| Alemania          | Media Control Chart      | 2        |
| Australia         | ARIA Albums Chart        | 43       |
| Austria           | Ö3 Austria Top 40        | 10       |
| Bélgica (Flandes) | Ultratop 200 Albums      | 17       |
| Bélgica (Valonia) | Ultratop 200 Albums      | 8        |
| Canadá            | Canadian Albums Chart    | 16       |
| Dinamarca         | Denmark Albums Chart     | 2        |
| Estados Unidos    | Billboard 200            | 17       |
| España            | Promusicae Albums Chart  | 4        |
| Finlandia         | Finnish Albums Chart     | 17       |
| Francia           | SNEP Albums Chart        | 10       |
| Italia            | Italian Albums Chart     | 2        |
| Noruega           | VG-lista Top 40 Albums   | 1        |
| Países Bajos      | Mega Albums Chart        | 3        |
| Polonia           | Poland Albums Chart      | 3        |
| Portugal          | Portugal Albums Chart    | 9        |
| Nueva Zelanda     | New Zealand Albums Chart | 5        |
| Reino Unido       | UK Albums Chart          | 9        |
| Suecia            | Sweden Albums Chart      | 6        |
| Suiza             | Hit Parade Top 100       | 5        |